# Karangreja (Suranenggala)
Karangreja is een bestuurslaag in het regentschap Cirebon van de provincie West-Java, Indonesië. Karangreja telt 3776 inwoners (volkstelling 2010).